# Hordaland megye

Hordaland elhelyezkedése Norvégiában

Hordaland ("hegyes föld") korábbi megye (fylke) Norvégiában, az ország délnyugati részét elfoglaló Vestlandet földrajzi régióban.
2020. január 1-én 'Hordaland' és Sogn og Fjordane megyék összevonásával létrejött Vestland megye.
Szomszédai Sogn og Fjordane, Buskerud, Telemark és Rogaland megyék. Norvégia harmadik legnépesebb megyéje a főváros Oslo és a főváros közvetlen szomszédságában lévő Akershus után: lakóinak száma 453 574 (2006-os adat).
Régebbi neve Søndre Bergenhus amt.
Közigazgatási központja és legnagyobb városa Bergen. Bergen 1972 előtt önálló volt, nem tartozott Hordalandhoz. A megye lakosainak több mint 60%-a él Bergenben és a környező területen. A megye más városi vagy városias területei: Leirvik, Voss és Odda.

## Földrajz

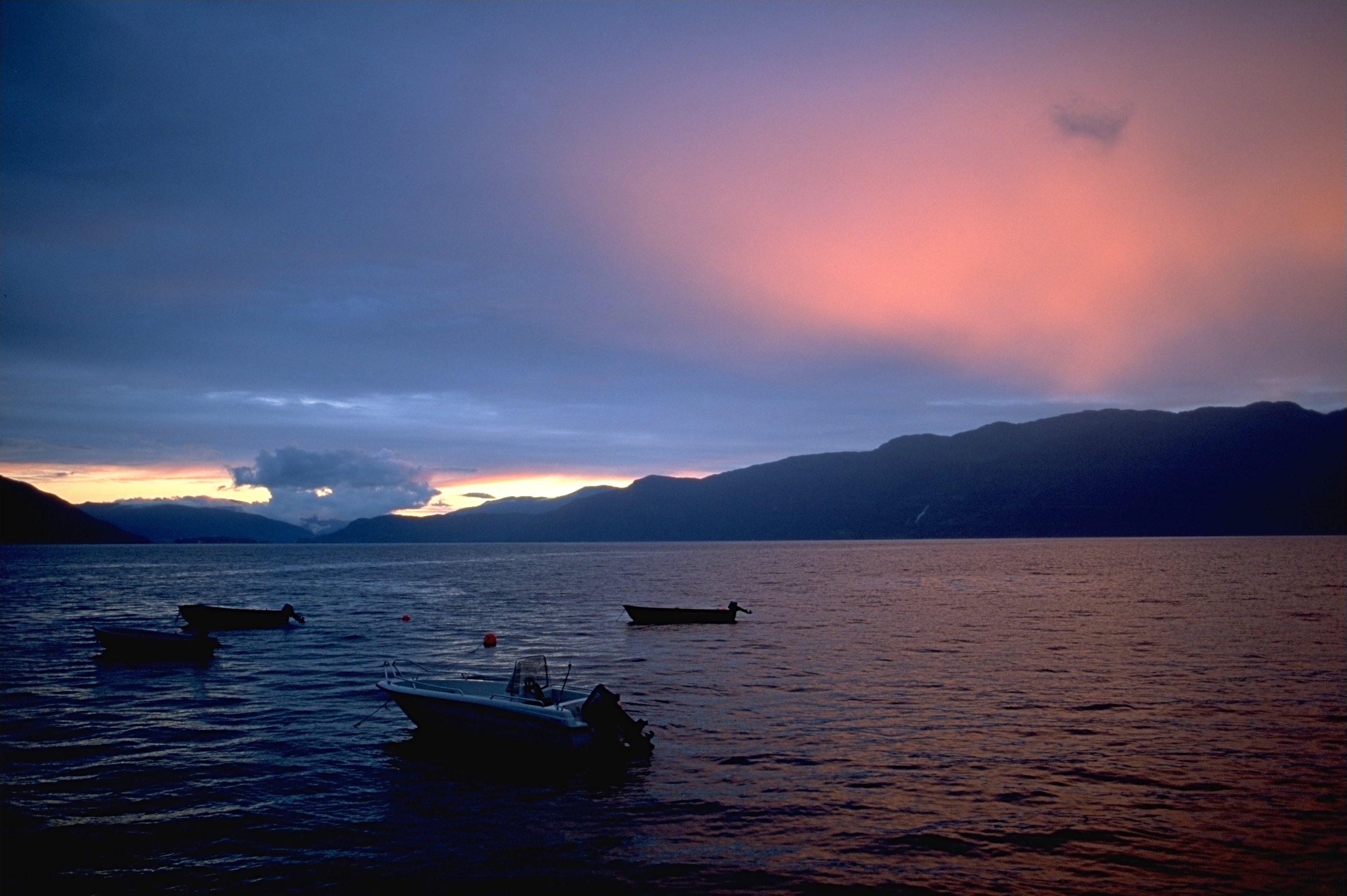
Naplemente a Hardanger-fjordon

Hordaland megye sarló alakú, mert csaknem középen, délnyugat-északkeleti irányban beleváj a 179 kilométer hosszú, Bergentől délre kezdődő Hardanger-fjord, Norvégia második legnagyobb fjordja.
A megye területén van a tavairól, sarki rókáiról, hóbaglyairól és hatalmas szarvasállományáról nevezetes Hardangervidda nemzeti park mintegy fele.
Sok vízesése van, mint a Vøringsfossen és a Stykkjedalsfossen, és gleccserei, mint a Folgefonna, Norvégia kontinentális részének harmadik legnagyobb, 213,62 négyzetkilométert fedő gleccsere, és a Hardangerjøkullen.

## Önkormányzat és közigazgatás
Hordaland területén 33 község osztozik. Ezek:
| 1. Askøy 2. Austevoll 3. Austrheim 4. Bergen 5. Bømlo 6. Eidfjord 7. Etne 8. Fedje 9. Fitjar 10. Fjell 11. Fusa 12. Granvin 13. Jondal 14. Kvam 15. Kvinnherad 16. Lindås 17. Masfjorden | 1. Meland 2. Modalen 3. Odda 4. Os 5. Osterøy 6. Øygarden 7. Radøy 8. Samnanger 9. Stord 10. Sund 11. Sveio 12. Tysnes 13. Ullensvang 14. Ulvik 15. Vaksdal 16. Voss |

## Személyek
- Edvard Grieg bergeni zeneszerző
- Christian Michelsen bergeni politikus, Norvégia első miniszterelnöke
- Ole Bull bergeni zeneszerző
- Ludvig Holberg bergeni drámaíró
- Roald "Kniksen" Jensen bergeni labdarúgó
- Kari Traa vossi síelő
- Leif Andreas Larsen vagy Shetlands-Larsen, bergeni tengerésztiszt, a második világháború hőse

## Testvérvárosa
Hordaland testvérvárosa a walesi Cardiff.

## Külső hivatkozások
- A megye honlapja
- Megyetérkép
- Térkép Hordalandról